# Augeas
Augeas, Augias eller Augeias, grekiska Αὐγείας, "den strålande", var i grekisk mytologi, enligt vissa källor, son av solen, Helios, och kung i Elis på Peloponnesos. Enligt sagan ägde han omätliga hjordar av oxar och getter.
Augeas var far till Epicaste. Han sägs också vara en av Argonauterna.
Enligt myten ägde han stora boskapshjordar och ett stall för 3000 nötkreatur. Stallet hade inte rengjorts på 30 år . Herkules rensade stallet på en dag genom att leda en förbiflytande flod genom detsamma. Härifrån kommer begreppet augiasstall såsom benämning på något som är vanvårdat och som kräver omfattande uppstädning, upprustning eller omorganisation.
Källorna har varierande uppgifter om Augeas härkomst och anger att han antingen var son till Helios och Nausidame, eller Eleios, kung av Elis och Nausidame, eller till Poseidon, eller Phorbas och Hyrmine.
Hans barn var Epicaste, Phyleus, Agamende (som var mor till Dictys, son av Poseidon), Agasthenes och Eurytus.

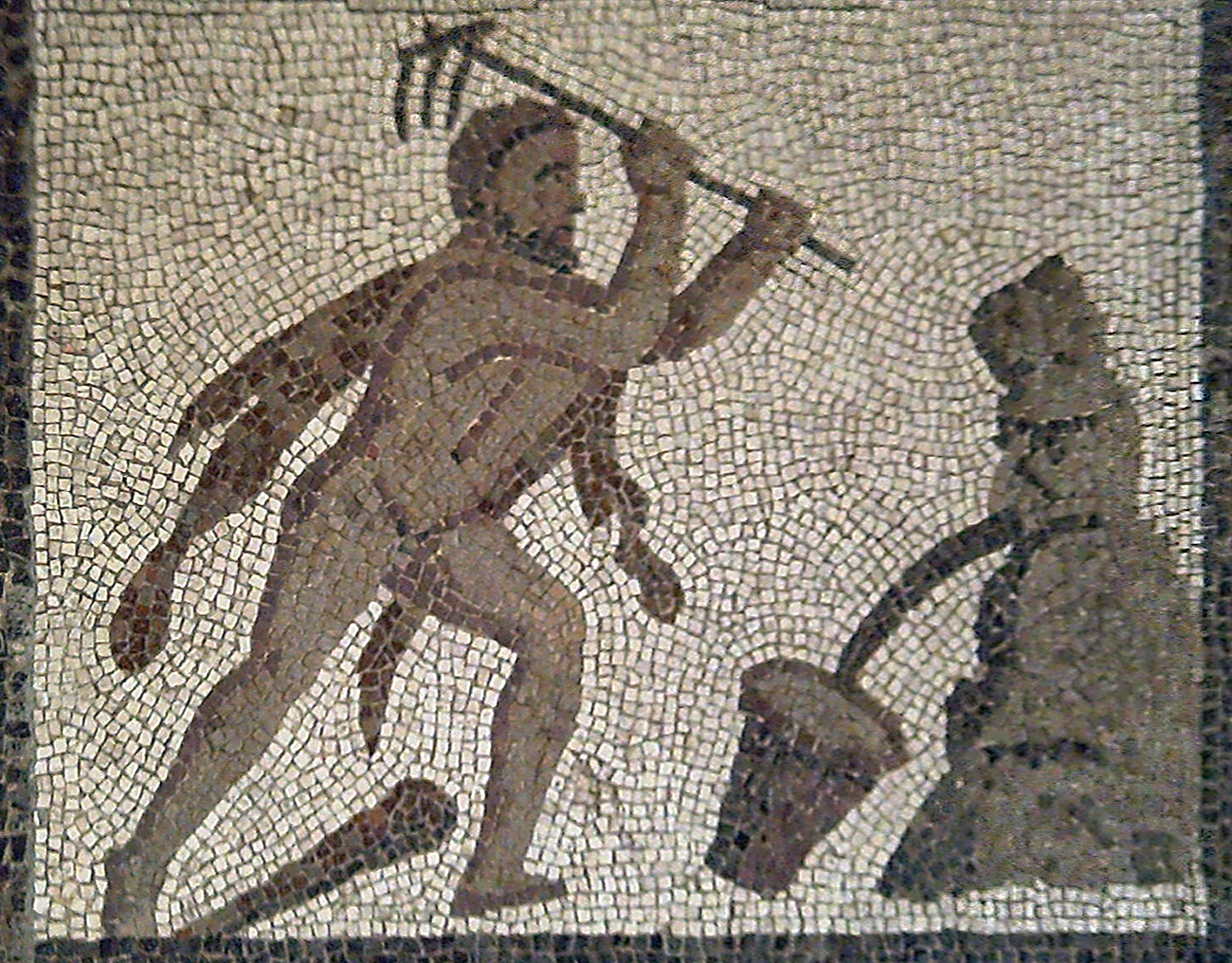
Herakles leder om floderna Alpheus och Peneus. Romersk mosaik från 200-talet.

## Herakles femte uppgift
Herakles, hjälten i den grekiska mytologin, fick i uppgift att rengöra Augeas stall vilket inte hade gjorts på 30 år och över 1 000 djur vistades där. Dessa var gudomligt friska (odödliga) och hade därför producerat en enorm mängd gödsel.
Herakles lovade att rensa stallet på en dag, om han i utbyte fick en tiondedel av Augeas boskap. Han genomförde uppgiften genom att leda in floderna Alpheus och Peneus genom stallet och spolade det därmed hastigt rent. Augeas vägrade då att fullfölja avtalet, varför Herakles dödade honom. Herakles gav därpå sitt rike till Augeas son Phyleus, som blivit landsförvisad för att han tagit Herakles parti mot sin far.
Herakles bragd att rensa Augeas stall räknas som ett av hans tolv storverk.